# Bang-A-Boomerang
«Bang-A-Boomerang» — песня, исполненная группой ABBA, но также известная в исполнении коллектива Svenne & Lotta. Трек был первоначально записан на английском языке в сентябре 1974 года как демоверсия для продвижения готовившегося к выпуску одноимённого альбома ABBA. Песня была написана Бенни Андерссоном, Бьорном Ульвеусом и Стигом Андерсоном и в определённый момент имела рабочее название «Stop and Listen to Your Heart». Текст песни сравнивает любовь с бумерангом, который может вернуться в любой момент.
В конце 1974 года мужская часть группы (Бенни, Стиг и Бьорн) была приглашена шведским телевидением в качестве композиторов для Мелодифестивалена. Так как сами ABBA не хотели участвовать в конкурсе, выиграв его за год до этого, они дали шанс коллегам по лейблу Polar Music, Svenne & Lotta. «Bang-A-Boomerang» получила новый текст авторства Стига Андерсона и новое название («Bang En Boomerang»), после чего дуэт записал свою версию песни в ноябре 1974 года. Она отличалась от демо в основном уменьшенной до 2 минут 50 секунд длительностью, что было обусловлено необходимостью соблюсти трёхминутный регламент Евровидения. Песня стала третьей на отборочном туре в Швеции в феврале 1975 года, но это было большим успехом для Svenne & Lotta: композиция провела в радиочарте Svensktoppen 7 недель (9 марта—11 мая 1975 года), добравшись до второго места. Svenne & Lotta также записали версию песню с оригинальным английским текстом; обе версии попали в их альбом 1975 года Svenne & Lotta 2/Bang-A-Boomerang (каталожный номер Polar POLS 259). Англоязычная версия также вышла как сингл в Дании и хорошо там продавалась; поэтому в Скандинавии песня считается хитом и классикой Мелодифестивалена именно в исполнении Svenne & Lotta.
После этого ABBA перезаписали свою английскую версию песни весною 1975 года, используя часть дорожки от Svenne & Lotta — к немалому удивлению последних, включили трек в альбом ABBA и позднее, 21 апреля 1975 года выпустили его как сингл во Франции с песней «SOS» в качестве второй стороны, где он стал хитом средней популярности. И хотя песня попала в первое издание альбома «Greatest Hits», выпущенное 17 ноября 1975 года, версия ABBA как сингл в Скандинавии не выходила.

## Другие кавер-версии и прочее
- Датская певица Ulla Pia записала песню на родном языке.
- Шведская группа Noice записала свою версию песни для альбома 1981 года Det ljuva livet.
- Шведская хеви-метал-группа Black Ingvars записала свою версию «Bang-A-Boomerang» в 1998 году (альбом Schlager Metal).
- Кавер-версия в стиле hi-NRG/евродэнс авторства Les Blue Belles была выпущена как сингл в 2002 году и включена в различные танцевальные компиляции.
- В 2007 году продюсер Leonard T. выпустил песню «Go» (вокал — Майя Ли, Maia Lee), песня использует ту же мелодию, но другие слова.
- Немецкоязычная версия была записана Nico Gaik для альбома Musicalstars sing ABBA. Версия исполнителя имеет название «Sing, wenn du mal traurig bist».